# فوميي كوجوري
فوميي كوجوري (باليابانية: 木暮 郁哉) (28 يونيو 1989 في طوكيو في اليابان – )؛ هو لاعب كرة قدم ياباني سابق كان يلعب كلاعب وسط.

## وصلات خارجية
- فوميي كوجوري على موقع رابطة كرة القدم اليابانية للمحترفين (اليابانية)
- فوميي كوجوري على موقع قاعدة بيانات كرة القدم.إي يو (الإنجليزية)
- فوميي كوجوري على موقع Soccerway.com (الإنجليزية)
- فوميي كوجوري على موقع عالم كرة القدم.نت (الإنجليزية)
- فوميي كوجوري على موقع كووورة